# Mike Hawthorn
John Michael Hawthorn, britanski dirkač Formule 1, * 10. april 1929, Mexborough, Yorkshire, Anglija, Združeno kraljestvo, †22. januar 1959, Guildford, Anglija, Združeno kraljestvo.

## Življenjepis
John Michael Hawthorn, bolj znan kot Mike Hawthorn je bil britanski dirkač Formule 1, svetovni prvak v sezoni 1958, ki ga je osvojil kljub eni sami zmagi tisto sezoni (Stirling Moss je osvojil recimo 4, Tony Brooks pa 3), je pa zato osvojil kar sedem uvrstitev na stopničke (Moss 5, Brooks 3) in štiri najboljše štartne položaje (Moss 3, Brooks 1), ki so takrat prinesli eno točko. Toda Moss je na zaslišanju po Veliki nagradi Portugalske gentlemansko pričal v korist Hawthorna in tako so komisarji umaknili njegovo diskvalifikacijo drugega mesta, ki bi Mossu na koncu prinesla naslov. Leta 1955 je bil zmagovalec ameriške dirke 24 ur Le Mansa, ki jo je dobil kljub temu, da je bil udeležen v tragični nesreči, v kateri je umrlo kar 80 gledalcev. Le nekaj mesecev po dirkaški upokojitvi, leta 1959 je umrl v prometni nesreči, ki še do danes ni popolnoma pojasnjena.

## Popolni rezultati Formule 1
(legenda) (odebeljene dirke pomenijo najboljši štartni položaj, poševne pa najhitrejši krog, †-uvrščen kljub odstopu)
| Leto | Moštvo                   | Šasija              | Motor       | 1       | 2       | 3     | 4       | 5      | 6      | 7       | 8       | 9     | 10    | 11    | Prv | Toč     |
| ---- | ------------------------ | ------------------- | ----------- | ------- | ------- | ----- | ------- | ------ | ------ | ------- | ------- | ----- | ----- | ----- | --- | ------- |
| 1952 | LD Hawthorn              | Cooper T20          | Bristol I6  | ŠVI     | 500     | BEL 4 |         | VB 3   | NEM    | NIZ 4   | ITA ret |       |       |       | 5.  | 10      |
| 1952 | AHM Bryde                | Cooper T20          | Bristol I6  |         |         |       | FRA ret |        |        |         |         |       |       |       | 5.  | 10      |
| 1953 | Scuderia Ferrari         | Ferrari 500         | Ferrari I4  | ARG 4   | 500     | NIZ 4 | BEL 6   | FRA 1  | VB 5   | NEM 3   | ŠVI 3   | ITA 6 |       |       | 4.  | 19 (27) |
| 1954 | Scuderia Ferrari         | Ferrari 625         | Ferrari I4  | ARG DSQ | 500     | BEL 4 |         | VB 2   | NEM 2  | ŠVI ret | ITA 2   |       |       |       | 3.  | 24.5    |
| 1954 | Scuderia Ferrari         | Ferrari 553         | Ferrari I4  |         |         |       | FRA ret |        |        |         |         | ŠPA 1 |       |       | 3.  | 24.5    |
| 1955 | Vandervell Products Ltd. | Vanwall             | Vanwall I4  | ARG     | MON ret | 500   | BEL ret |        |        |         |         |       |       |       | -   | 0       |
| 1955 | Scuderia Ferrari         | Ferrari 555         | Ferrari I4  |         |         |       |         | NIZ 7  |        | ITA 10  |         |       |       |       | -   | 0       |
| 1955 | Scuderia Ferrari         | Ferrari 625         | Ferrari I4  |         |         |       |         |        | VB 6   |         |         |       |       |       | -   | 0       |
| 1956 | Owen Racing Organisation | Maserati 250F       | Maserati I6 | ARG 3   |         |       | BEL DNS |        |        |         |         |       |       |       | 12. | 4       |
| 1956 | Owen Racing Organisation | BRM P25             | BRM I4      |         | MON DNS | 500   |         |        | VB ret | NEM     | ITA     |       |       |       | 12. | 4       |
| 1956 | Vandervell Products Ltd. | Vanwall             | Vanwall I4  |         |         |       |         | FRA 10 |        |         |         |       |       |       | 12. | 4       |
| 1957 | Scuderia Ferrari         | Lancia-Ferrari D50A | Lancia V8   | ARG ret | MON ret | 500   |         |        |        |         |         |       |       |       | 4.  | 13      |
| 1957 | Scuderia Ferrari         | Ferrari 801         | Lancia V8   |         |         |       | FRA 4   | VB 3   | NEM 2  | PES     | ITA 6   |       |       |       | 4.  | 13      |
| 1958 | Scuderia Ferrari         | Ferrari Dino 246    | Ferrari V6  | ARG 3   | MON ret | NIZ 5 | 500     | BEL 2  | FRA 1  | VB 2    | NEM ret | POR 2 | ITA 2 | MAR 2 | 1.  | 42 (49) |